# Kanton Seyne
Seyne is een kanton van het Franse departement Alpes-de-Haute-Provence. Het kanton maakt deel uit van de arrondissementen  Digne-les-Bains (14) en Forcalquier (20).

## Gemeenten
Het kanton Seyne omvatte tot 2014 de volgende 8 gemeenten:
- Auzet
- Barles
- Montclar
- Saint-Martin-lès-Seyne
- Selonnet
- Seyne (hoofdplaats)
- Verdaches
- Le Vernet

Na de herindeling van de kantons bij decreet van 24 februari 2014, met uitwerking op 22 maart 2015, omvat het kanton volgende 34 gemeenten:
- Archail
- Auzet
- Barles
- Bayons
- Beaujeu
- Bellaffaire
- Le Brusquet
- Le Caire
- Châteaufort
- Clamensane
- Claret
- Curbans
- Draix
- Faucon-du-Caire
- Gigors
- La Javie
- Melve
- Montclar
- La Motte-du-Caire
- Nibles
- Piégut
- Prads-Haute-Bléone
- Saint-Martin-lès-Seyne
- Selonnet
- Seyne
- Sigoyer
- Thèze
- Turriers
- Valavoire
- Valernes
- Vaumeilh
- Venterol
- Verdaches
- Le Vernet